# Wulfeniopsis nepalensis
Wulfeniopsis nepalensis är en grobladsväxtart som först beskrevs av Yamazaki, och fick sitt nu gällande namn av Hong De-Yuan. Wulfeniopsis nepalensis ingår i släktet Wulfeniopsis och familjen grobladsväxter. Inga underarter finns listade i Catalogue of Life.